# Le Temps des cerises (Roncoroni)
Pour les articles homonymes, voir Le Temps des cerises (homonymie).
Le Temps des cerises est une pièce de théâtre de Jean-Louis Roncoroni, créée le 25 janvier 1962 et jouée au Théâtre de l'Œuvre à Paris dans une mise en scène d'Yves Robert.
Le texte a été publié dans L'Avant-scène théâtre no 261 du 15 mars 1962.

## Création en France,Théâtre de l'Œuvre,1962
- Georges Aubert : le chômeur
- René Dary : Albert
- Danièle Delorme : Florence
- Yvette Étiévant : Valéria
- Jean-Pierre Kérien : M. Voiturier
- Henri Poirier : le directeur
- Albert Rémy : Joseph
- Yves Robert : Valentin
- Catherine Rouvel : Suzon
- Sylvie Serliac : épouse du chômeur
- Annie Sinigalia : Marguerite
- Michel Tureau : Marcellin

- Metteur en scène : Yves Robert
- Décor : Léon Barsacq

## Source
- Le Temps des cerises sur lesarchivesduspectacle.net